# Der Mann mit der Ledertasche

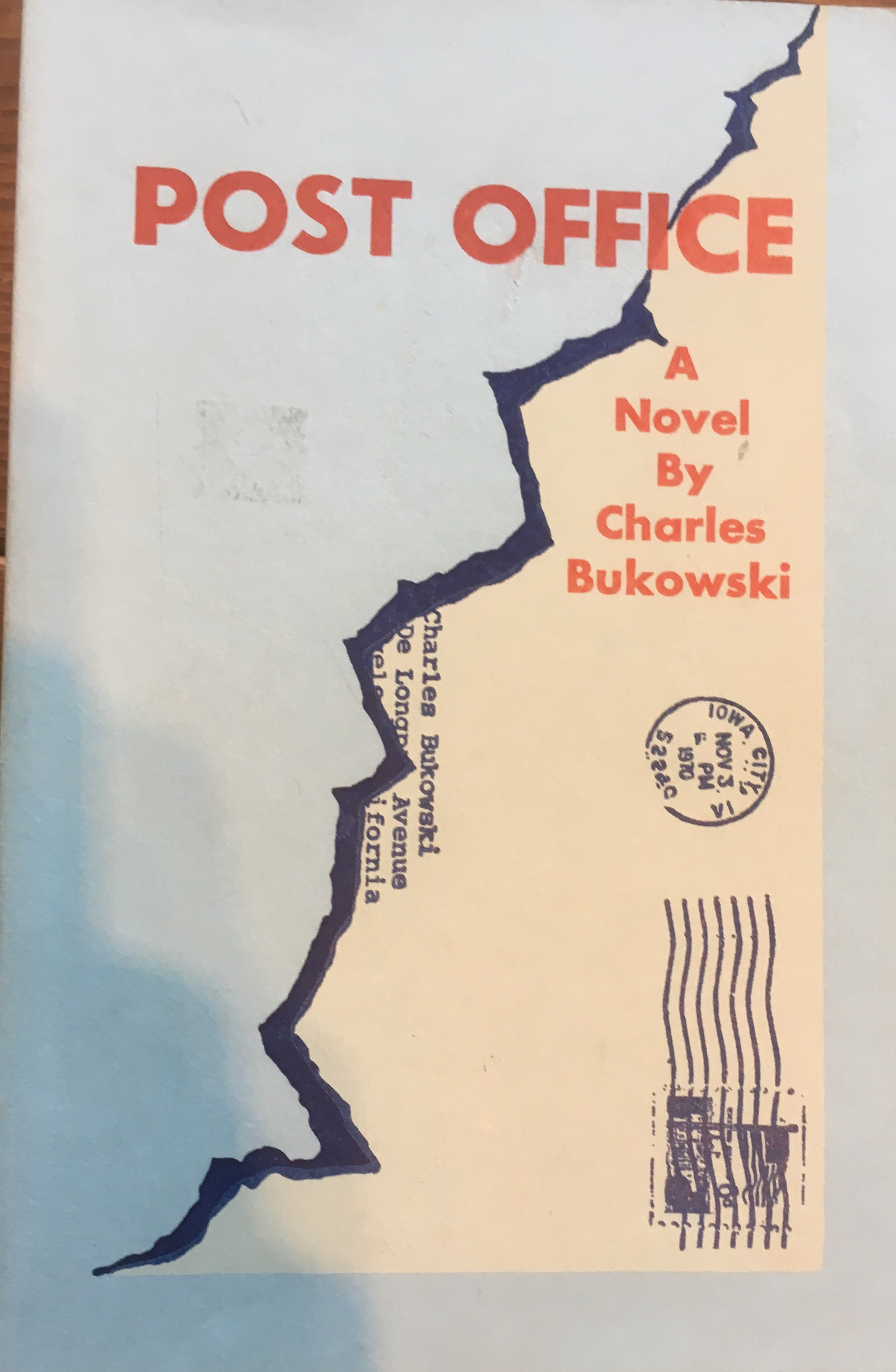

Der Mann mit der Ledertasche (1971; Originaltitel: Post Office) ist der erste Roman des US-amerikanischen Schriftstellers Charles Bukowski (1920–1994). Bukowski verarbeitete in diesem Werk seine Erlebnisse als Angestellter des U.S. Postal Service. Die deutsche Übersetzung von Hans Hermann erschien 1974 bei Kiepenheuer & Witsch.

## Entstehung
Bukowski hatte Ende 1969 seine Arbeit bei der Post aufgegeben und versuchte nun, ausschließlich von seiner Tätigkeit als Schriftsteller zu leben. Ermöglicht wurde ihm dies unter anderem durch eine regelmäßige Zuwendung seines damaligen amerikanischen Verlegers John Martin von Black Sparrow Press. Martin zufolge hat Bukowski seinen ersten Roman im Januar 1970 innerhalb von vier Wochen geschrieben.

## Inhalt
Henry Chinaski, Bukowskis literarisches Alter Ego, beginnt Mitte der 1950er Jahre bei der Post zu jobben. Zunächst arbeitet er als Aushilfsbriefträger, später als Briefsortierer. Obwohl ihm seine Vorgesetzten das Leben schwer machen, lässt sich Chinaski nicht unterkriegen. Neben der Arbeit besteht sein Alltag vor allem aus Wetten beim Pferderennen, exzessivem Alkoholkonsum und aus wechselnden Liebschaften. Nach mehr als elf Jahren quittiert Chinaski den Dienst, um einen Roman zu schreiben.

„Am nächsten Morgen war die Nacht vorbei, und ich war noch am Leben. Vielleicht schreibe ich einen Roman, dachte ich. Und dann schrieb ich ihn.“

## Wirkungsgeschichte
Mit dem Roman vollzog Bukowski den Sprung von Dichtung zu Prosa. Das Werk gilt heute als ein Klassiker der Untergrundliteratur.